# HMS Aboukir (1807)
HMS Aboukir (Корабль Его Величества «Абукир») — 74-пушечный линейный корабль третьего ранга. Второй корабль Королевского флота, 
названный HMS Aboukir, в честь победы Нельсона при Абукире в 1798 году. Пятый линейный корабль типа Courageux. Заложен в июне 1804 года. Спущен на воду 18 ноября 1807 года на частной верфи Бриндли в 
Фриндсбури. Относился к так называемым «обычным 74-пушечным кораблям», нёс на 
верхней орудийной палубе 18-фунтовые пушки. Принял участие во многих морских сражениях периода Наполеоновских войн.

## Служба
После окончания работ по оснащению судна, продолжавшихся до начала 1808 года, корабль, под командованием капитана Джорджа 
Паркера, был отправлен в Северное море. Он оставался там до конца 1811 года, приняв участие в нескольких военных операциях и сопровождая торговые конвои.
В мае 1812 года Aboukir, под командованием капитана Томаса Брауна, в качестве флагмана контр-адмирала Байама Мартина вошел в состав флота вице-адмирала Сумареса, действующей в Балтийском море. Aboukir и Orion были отделены от флота для поддержки действий русской эскадры, которая теперь стала союзнической, так как Франция и Россия были в состоянии войны с 19 марта. Корабли были отправлены 10 июня и прибыли к Данцигу, который всё еще был в руках французов, 20 июня. Здесь они обнаружили русский фрегат. 
5 июля они прибыли к Даугавгривской крепости под Ригой и капитан Брайн отправил часть экипажа на некоторые из 33 канонерских лодок, которые прибыли с российским фрегатом 12 августа, так что от 300 до 400 членов экипажа Aboukir ежедневно принимали участие в обороне города. 22 августа корабли сопровождали 13 российских транспортов, перевозящих войска и высадивших их 3 сентября в Хееле, неподалеку от Данцига. Aboukir и Orion вновь присоединились к эскадре вице-адмирала Сумареса 16 сентября.
В 1813 году Aboukir, под командованием капитана Джорджа Паркера, был отправлен в Средиземное море. Капитан Паркер оставался на своем посту до осени 1813 года, когда поменялся местами с капитаном HMS Bombay, Норбоном Томпсоном.
В феврале 1814 года Aboukir входил в состав эскадры вице-адмирала Эдварда Пеллью, которая 13 февраля обнаружила эскадру контр-адмирала Жюльена Космао из трех линейных кораблей и трёх фрегатов, идущую из Тулона в Геную, чтобы встретить только что построенный 74-пушечный корабль Scorpion. Эскадра Пеллью устремилась в погоню, но догнать корабли противника смог лишь передовой Boyne, который обстрелял Romulus, замыкавший французскую линию, нанеся ему небольшие повреждения.
Aboukir оставался на станции в Средиземном море, приняв участие в захвате Генуи в апреле 1814 года, прежде чем вернуться в Чатем после поражения Наполеона в том же году. В 1816 году он был отправлен в резерв, а в 1824 году он был переведен на рейдовую службу в гавани Чатема. С 1832 года он использовался в качестве госпитального судна для пациентов с плавучих тюрем и оставался в этой роли до 1838 года, когда был продан на слом.